# Плоніна (Поморське воєводство)
Плоніна (пол. Płonina) — село в Польщі, у гміні Штутово Новодворського повіту Поморського воєводства.
Населення — 38 осіб (2011).

## Демографія
Демографічна структура станом на 31 березня 2011 року:
|          | Загалом | Допрацездатний вік | Працездатний вік | Постпрацездатний вік |
| -------- | ------- | ------------------ | ---------------- | -------------------- |
| Чоловіки | 21      | 3                  | 16               | 2                    |
| Жінки    | 17      | 3                  | 9                | 5                    |
| Разом    | 38      | 6                  | 25               | 7                    |